# مشروع اليوم التالي: دعم الانتقال الديمقراطي في سوريا
اليوم التالي: دعم الانتقال الديمقراطي في سوريا هو مشروع سوري عملت عليه حركة تعاونية تابعة للمعارضة السورية لوضع خطة لإعادة بناء البلاد وإنهاء الحرب الأهلية السورية بعد خلع بشار الأسد من رأس السلطة. عقدَ 45 من أفراد المجموعة اجتماعات سرية في برلين من أجل تحديد مبادئ المشروع بهدف بناء الديمقراطية في سوريا. بشكل عام عمل على المشروع أعضاء مجموعة من الجهات المُعارضة مثل المجلس الوطني السوري ولجان التنسيق المحلية في سوريا وكذلك الأعضاء الذين ينتمون إلى أي من هذه المجموعات. نشرت المجموعة في 28 أغسطس/آب 2012 خطتها في ورقة بعنوان «مشروع اليوم التالي: دعم الانتقال الديمقراطي في سوريا».
بعد ذلك توحدت جهود الجمعيات السورية المستقلة التي تقودها منظمات المجتمع المدني من أجل العمل على دعم التحول الديمقراطي في سوريا. بحلول شهر آب/أغسطس من عام 2012؛ كانت المجموعة قد انتهت من العمل على اتباع نهج شامل لإدارة تحديات مرحلة ما بعد الأسد في سوريا. جمعَ مشروع اليوم التالي مجموعة من السوريين الذين يمثلون طيفا واسعا في صفوف المعارضة السورية بما في ذلك ممثلين رفيعي المستوى من المجلس الوطني السوري وأعضاء لجان التنسيق المحلية في سوريا وشخصيات معارضة أخرى مستقلة فضلا عن الشتات الذين يمثلون كافة الاتجاهات السياسية الرئيسية ومكونات المجتمع السوري بهدفٍ المشاركة في التخطيط المستقل لعملية التحول. نشر أعضاء المشروع تقريرًا تفصيليًا عن إطار المبادئ والأهداف والتوصيات من داخل المعارضة السورية لمواجهة التحديات في ستة حقول: سيادة القانون، العدالة الانتقالية، إصلاح قطاع الأمن؛ إعادة تشكيل الدستور؛ إصلاح قطاع الانتخابات، الصراع الاجتماعي والاقتصادي ثم إعادة الإعمار. يُحاول المشروع تركيز جهوده على التخطيط الانتقالي وتنفيذ التوصيات الواردة في تقرير المشروع هذا فضلا عن فتح مكتب في إسطنبول لدعم هذه المهمة.

## الخلفية
بين كانون الثاني/يناير وحزيران/يونيو 2012 كان أعضاء من المعارضة السورية يُنظمون عددا من الاجتماعات السرية من أجل محاولة معالجة الجوانب الرئيسية في المرحلة الانتقالية المقبلة. طلب المعارضون مساعدة خبراء في التخطيط لحل الأزمات الدولية والدبلوماسية. بات الغرض من المشروع توحيد الجهود لإعادة هيكلة الحكومة السورية خلال الفترة الانتقالية المُقبلة.
ركّز المشروع على ست نقط رئيسية سيتم مراعاتها خلال تشكيل سوريا الجديدة وهي بما في ذلك إعادة هيكلة النظام القانوني والعدالة، إصلاح الجيش السوري ثم كتابة دستور جديد ووضع نظام انتخابي جديد للمشرع السوري. تم اعتماد المشروع من قبل معهد السلام الأمريكي وكذا المعهد الألماني للشؤون الدولية والأمنية في برلين.